# Cao Chuẩn Dực
Cao Chuẩn Dực (tiếng Trung: 高准翼; bính âm: Gāo Zhǔnyì,sinh ngày 21 tháng 8 năm 1995) là một cầu thủ bóng đá người Trung Quốc hiện đang thi đấu ở vị trí hậu vệ cho câu lạc bộ Sơn Đông Thái Sơn tại Chinese Super League.

## Sự nghiệp đội tuyển quốc gia
Cao Chuẩn Dực thi đấu cho đội tuyển bóng đá quốc gia Trung Quốc từ năm 2017.

## Thống kê sự nghiệp
| Đội tuyển bóng đá Trung Quốc | Đội tuyển bóng đá Trung Quốc | Đội tuyển bóng đá Trung Quốc |
| Năm                          | Trận                         | Bàn                          |
| ---------------------------- | ---------------------------- | ---------------------------- |
| 2017                         | 2                            | 0                            |
| 2018                         | 2                            | 0                            |
| 2019                         | 4                            | 0                            |
| 2021                         | 2                            | 0                            |
| 2022                         | 1                            | 0                            |
| 2023                         | 2                            | 0                            |
| Tổng cộng                    | 13                           | 0                            |